# Matthias Witthaus
Matthias Witthaus, född den 11 januari 1982 i Oberhausen, Tyskland, är en tysk landhockeyspelare.
Han tog OS-brons i herrarnas landhockeyturnering i samband med de olympiska landhockeytävlingarna 2004 i Aten. Han tog därefter OS-guld i herrarnas landhockeyturnering i samband med de olympiska landhockeytävlingarna 2008 i Peking. Han tog OS-guld igen i samma gren i samband med de olympiska landhockeytävlingarna 2012 i London.